# نينورتا خذرصر الثاني
نينورتا خذرصر الثاني هو ملك بابلي كلداني تولى حكم مملكة بابل ل8 أشهر و12 يوم في سنة 943 ق م بعد وفاة والده نبو موكين أبلي، خلفه في الحكم أخوه مار بيطي أخي إيدينا وقد عاصر حكم تغلث فلاسر الثاني ملك آشور.